# Sud-est d'Anglaterra
Sud-est d'Anglaterra (en anglès:South East England) és una de les nou àrees administratives d'Anglaterra. La seva superfície total és de 19.096 km² i està formada pels comtats de Berkshire, Buckinghamshire, East Sussex, Hampshire, Illa de Wight, Kent, Oxfordshire, Surrey i West Sussex. Segons el cens del 2001, té una població de 8.000.550, sent així la regió més habitada.